# 卞華
卞华（?—?）。字昭丘（一作字昭岳），祖籍济阴郡冤句县（今山东省菏泽市定陶县西），南朝齐、南朝梁时经学家。卞壶六世孙，给事中卞伦之之子。
卞华少年孤贫好学，十四岁时补国子生，通《周易》。长大后，遍通《五经》，与明山宾等友善。任临川王功曹参军，南梁建立后，为国子助教，兼《五经》博士，聚徒教授，有口才，说经析理，名冠当时，又兼通锺律之学。官至吴县县令而卒。

## 延伸阅读
[在维基数据编辑]
 《梁書·卷48》，出自姚思廉《梁書》